# Brazil 1: Escadinha Fazendo Justiça com as Próprias Mãos
Brazil 1: Escadinha Fazendo Justiça com as Próprias Mãos é uma coletânea de rap lançada em 27 de junho de 2000. Leva o nome de Escadinha, ex-traficante conhecido no Rio de Janeiro, que começou a escrever rap e foi morto em 2004. Há de acrescentar-se que dez músicas foram compostas por ele. Contém doze faixas, descritas mais abaixo:

## Faixas
1. Introdução (Escadinha)
2. Encarcerado (X do Câmbio Negro)
3. Escolha É Sua (MV Bill)
4. Fuga (Xis)
5. Um Simples José (GOG)
6. Homem na Estrada (Racionais MC's)
7. Filho (Dina Di do Visão de Rua)
8. Barril de Pólvora (Linha de Frente)
9. Pai (Consciência Humana)
10. Comando da Paz (Guerrilha Humana)
11. You Know the Rules (Você conhece as Regras) (A-Man)
12. Escada (Thaíde & DJ Hum)